# Carlo Grano
Carlo Grano (14 de outubro de 1887 – 2 de abril de 1976) foi um cardeal italiano da Igreja Católica, criado pelo papa Paulo VI.

## Biografia
Carlo Grano estudou em Roma. Trabalhou na diocese de Roma e exerceu diversas funções no seio do pontificado.
Grano foi nomeado arcebispo-titular da Tessalónia e enviado como núncio apostólico à Itália em 1958. Assistiu ao IIº concílio do Vaticano.